# رهورد
رهورد روستائی است سرسبز با آب و هوای کوهستانی و شرایط خاص جغرافیای طبیعی و سیاسی این روستا در ۳۵ کیلومتری شمال غربی شهرستان قوچان واقع شده‌است و در مسیرجاده ارتباطی واصلی بین جاده قوچان- درگز و جاده قوچان-شیروان قرار دارد. دورتا دور آن را حصار بلندی ازتپه هاو کوه‌های بلنداحاطه کرده‌است به گفته کارشناسان نام رهوردبرگرفته از «ره ورد» یعنی راه گل (شقایق) که در اردیبهشت ماه نمای بهشتی واقعی را به خود می‌گیرد یا به روایتی دیگربرگرفته از کلمه «رهبر» بعلت شرایط حاکمیتی تاریخی و سیاسی جغرافیایی حاکم بر پیرامون خود می‌باشد یا «ره آورد» یعنی سوغات و ره آوردی همه گونه و مطلوب.
ره ورد، روستایی است از توابع بخش باجگیران شهرستان قوچان در استان خراسان رضوی ایران.

## جمعیت
این روستا در دهستان دولتخانه قرار داشته و بر اساس سرشماری سال ۱۳۸۵ جمعیت آن ۵۰۳ نفر (۱۳۵ خانوار) و زبان مردمانش به کرمانجی است.